# Cnemaspis harimau
Espèce
Cnemaspis harimau est une espèce de geckos de la famille des Gekkonidae.

## Répartition
Cette espèce est endémique du Kedah en Malaisie. Elle se rencontre sur le Gunung Jerai.

## Description
Cnemaspis harimau mesure, queue non comprise, jusqu'à 40,7 mm pour les mâles et jusqu'à  39,4 mm pour les femelles.

## Publication originale
- Chan, Grismer, Anuar, Quah, Muin, Savage, Grismer, Ahmad, Remigio & Greer, 2010 : A new endemic rock Gecko Cnemaspis Strauch 1887 (Squamata: Gekkonidae) from Gunung Jerai, Kedah, northwestern Peninsular Malaysia. Zootaxa, n. 2576, p. 59–68.